# ミスミソウ (漫画)
『ミスミソウ』は、押切蓮介による日本の漫画作品。『ホラーM』（ぶんか社）にて2007年から2009年まで連載されていた。
ある過疎の進む地方の町を舞台に、同級生達から陰惨なイジメを受けたあげく家族を殺害された少女が復讐を行うサイコホラー。キャッチフレーズは「精神破壊（メンチサイド）ホラー」。押切蓮介の作品では定番となっている「お化け」や「妖怪」といった怪異が一切登場せず、自身初となる「普通の人間が創り出す恐怖」を描いている。
2013年、加筆修正を施した完全版コミック『ミスミソウ 完全版』が全2巻（上下巻）で刊行された。
2018年、『ミスミソウ 完全版』を原作とした小説と実写映画が制作されている。実写映画製作記念として、『漫画アクション』（双葉社）に「描き下ろし前日譚」が掲載された。

## あらすじ
半年前、父親の仕事の都合で東京から田舎の大津馬村に引っ越すと同時に、大津馬中学校に転校して来た野咲春花は、クラスメイトからの壮絶なイジメに遭っていた。春花は家族に心配を掛けまいとイジメに遭っていることを隠し、中学校卒業までの残り2カ月間を必死に耐えようとするが、春花へのイジメは悪化の一途を辿るばかり。
遂にイジメを知った家族の勧めで春花が登校拒否を行ったある日、イジメっ子達が彼女の家に乗り込み両親と妹に危害を加え、家を放火するという事件が起こる。春花の妹・祥子は大火傷を負いながらも助かったが、両親は命を落としてしまった。
やがて事件の真相が露見することを恐れたイジメっ子達は春花に自殺するよう強要。だが、それがきっかけとなって春花は事件の真相を知り、家族を奪ったイジメっ子達に己の命を賭けた凄惨な復讐を開始する。

## 登場人物

### 主人公
野咲 春花（のざき はるか）
演 - 山田杏奈
本作の主人公。心優しい性格をした清楚な美少女。
父親の仕事の都合で東京から大津馬村に引越し、大津馬中学校に転校するが、「よそ者」である理由からイジメの対象にされる。クラスメイト達から陰惨なイジメに遭うものの、優しい両親や最愛の妹の祥子、クラスの中で唯一味方をしてくれる晄の存在によってイジメに耐えることが出来ていた。
しかし、イジメグループによって家が全焼、家族が焼き殺される。その証拠隠滅のために、イジメグループの一部メンバーによって裏山にあるゴミ捨て場の穴に連れ込まれ、自殺を強要される。主導した吉絵が口を滑らせたために全ての真相を知ったため、イジメグループへの復讐を誓い、吉絵をはじめとする関与した者達を次々と惨殺していった。その一方、殺人による罪悪感を抱くようになっており、晄からの告白を受けた時はこれまでの殺戮の記憶がフラッシュバックしてしまい泣き崩れた。
終盤では、「全ての原因が自分にあった」と後悔に苛まれた妙子の心からの謝罪を受け彼女とは和解し、互いに前を向いて生きることを誓い、復讐にピリオドを打った。しかし、最終的に想いを寄せていた晄の本性を知り、そこに雪崩れ込んできた流美の襲撃によって致命傷を負わされたが、改めて晄の本性を知ったことで全てに絶望。致命傷を負いながらも流美と晄を殺害し、復讐を完遂した。直接の描写はないが、最終的に死亡している。
実写映画版では、妙子との和解を果たす展開は原作と同じだが、罪悪感と葛藤が強調されているため、祥子の見舞いの際には妹と祖父への謝罪の言葉を口にしたり、晄との上京および同居生活を断る際には「春が来れば分かる」と述べるなど、卒業後に自首することを考えていたシーンが挿入されている。

### 春花のクラスメイトおよび担任
相場 晄（あいば みつる） / 村瀬 晄（むらせ みつる）〈離婚前の旧名〉
演 - 清水尋也
クラスの中で唯一春花の味方になっている少年。写真撮影が趣味。春花に好意を持っており、クラスメイト達にイジメられる春花を精神的に支えている。また春花の家が全焼中に中へ入り、全身に重度の火傷を負いながらもまだ脈が残っていた妹を助け出した。
普段は温和で明朗だが、その裏には異常に偏執的で暴力的な本性を持つ。かつて母親にDVを振るう父親に傷害を負わせたため両親が離婚、父親は別の女性の元へ行ってしまった。晄本人は助けたつもりだったが、DVを受けながらも父親に依存していた母親からは「大切なものを台無しにした」と嘆き罵られたことで、母親に暴力を振るうようになった。これが原因で仙台の生家から追い出され、大津馬村に住む母方の祖母に預けられた。また前述の本性により、妙子からは蛇蝎のごとく嫌われていた。
終盤では春花に想いを告白すると同時に、卒業後に彼女と東京で一緒に暮らすことを告げた。しかし春花から一緒に暮らせないことを告げられると本性を露にし、春花との同居生活を反対した祖母と、春花の祖父を「想い人との同居生活を妨げた張本人」だと思い込み暴行を加えた。さらに、自身の本性を知った春花に対しても暴力を振るい、直後現れた流美と争いに発展。その際に所持していた写真をばらまかれたため、火災事件時に春花の家族の死体を写真に収めていたことを春花に知られ、自身も復讐の対象となる。流美を盾にして反撃したが、倒れた春花を撮ろうとカメラを向けた直後にボウガン（春花が真宮を殺した後で、現場に放置されていたもの）でカメラごと目を貫かれ重傷を負う。作中に直接の描写こそないが、最終的に死亡している。
実写映画版では、自身が抱える心の闇が強調されており、春花に致命傷を負わせた流美に怒り狂い、流美を惨殺している。
小黒 妙子（おぐろ たえこ）
演 - 大谷凜香
クラスにおけるイジメグループのリーダー格の少女。大人びた雰囲気の美少女で、髪を染めている。クラスの女王的存在だが、本人は流美をはじめ自分に付き従ってくるクラスメイト達を非常に疎ましく思っている。
周囲を扇動して春花に陰惨なイジメを行う一方、流美を忌み嫌っているため、春花が転校してくる前後から流美をイジメの標的にしていた。実家は裕福で、美容師を志すため東京の美容師専門学校に進学を希望したが、高圧的な父親に一蹴されて以来言い出せずにいる。
本来は他者に気遣う面倒見のよい性格で、常識的な感性も持ち合わせていた。昔は現在のように陰険な面は見せておらず、当初は春花との仲は良好だったが、あるきっかけで彼女を目の敵にするようになり、現在の険悪な関係に至った。流美が首謀した春花の両親殺害については一切関与していなかったが、流美達を特に止めようともせず、皮肉を込めて「頑張って」「期待してるから」と言い放った。実は晄の本性を知っており、彼を蛇蝎のごとく嫌っていた。
終盤では、春花の両親殺害は自身のイジメが招いたものと強い後悔に苛まれるようになり、その首謀者となった流美を切り捨てた後、不器用ながらも春花に謝罪して和解を果たした。春花の復讐を受けずに済んだものの、和解直後の帰宅途中で待ち伏せしていた流美に襲われ、流美との死闘の末に致命傷を受け死亡。死後、遺体は通行人によって発見された。
実写映画版では、流美との死闘に敗れる展開は原作と同じだが、後遺症を負いながらも奇跡的に生存し、卒業式に出席している。卒業式が終わった後、一人足を運んだ無人の教室で春花と幸せな時を過ごしていた頃の幻を目にした。
南 京子（みなみ きょうこ）
演 - 森田亜紀
春花達のクラスの担任教師。明るい髪色をした妙齢の女性。いわゆる友達先生であり、生徒達（特に妙子）の言いなり状態となっている。事なかれ主義であるため、クラスのイジメを黙認しており、春花の父親がイジメについて相談した際も全く相手にしなかった。
普段は冷静で肝が据わっているが、根は情緒不安定で、自分の悪口を言われるとすぐに嘔吐してしまう。このように教師としては問題が多く、生徒はもちろん保護者からの人望も皆無であった。春花のことは当初から邪魔者扱いしていた節があり、春花の転入時には歓迎するどころか「くれぐれもクラスをかき乱すようなことはしないように」と冷淡な口調で警告していた。
実は彼女自身も大津馬中学校の卒業生だったが、当時同級生の少女をリーダーとしたクラス全員から激しいイジメを受け、登校拒否に追い込まれた経験が深いトラウマとなっている。教師になったのは、生徒を友達に見たて共に卒業することで、孤独だった中学生時代を「塗り替える」のが目的だった。故に生徒への関心は皆無で、春花の復讐により行方不明になった生徒の親に対しても冷酷な態度を貫いた。
終盤では、妙子の遺体発見をきっかけに責め立ててきた保護者達の姿に、かつて受けたイジメの思い出が重なり吐瀉、錯乱して久賀の母の眼球を潰したり、吉絵の父の唇を噛み千切るなど傷害を加え逃走するが、雪道に足を滑らせ転倒し、直後に通りがかりの大型ロータリー除雪車に巻き込まれ、全身ミンチとなり死亡した。
小説版では、根っからの病弱体質であり、学校で吐瀉したことがきっかけでイジメの標的にされた事実が明記されている。
実写映画版では黒髪の中年女性に変更されており、原作とは大幅に印象が異なる。
小倉 修一（こくら しゅういち）、佐野（さの）、上薗（かみぞの）
イジメグループのメンバーで久賀の友人達。長身でそばかすが特徴の男子が小倉、温和な風貌の男子が佐野、地味な印象の男子が上薗。久賀とともにイジメに加担していたが、久賀とは違い常識的な感性を保っており、妙子と同じく流美が首謀した春花の両親殺害についても一切関与していない。クラスの異変には傍観する立場を取っていたため、久賀の異変にも気付かなかった。
小説版では、一連の事件の真相に気付かないまま、学年集会で集合した体育館を流美に放火され、他の生徒や教師ともども焼死している。
実写映画版では割愛もあり登場しない。

#### 野咲家放火殺人事件に関与したクラスメイト
両親の勧めで登校拒否を始めた春花が晄と外出して不在中、野咲家を襲撃し、放火を仕掛けて春花の両親を殺害、妹の祥子を意識不明の重体に追い込んだクラスメイト達。ほとんどのメンバーは妙子の取り巻きである。
流美や吉絵といったほとんどの者達は特に罪悪感を見せず平然としていたが、理佐子とゆりは事件には一切関与していない妙子同様、当初は本気にしていなかったため、事態が急激に悪化したことから一転し、罪悪感に怯えるようになった。
最終的に、全員が自業自得の無残な最期を遂げた。
佐山 流美（さやま るみ）
演 - 大塚れな
イジメグループの1人。春花や妙子とは対照的に冴えない容姿をした少女。
春花が転校して来る前までは妙子達のイジメの標的になっていた。妙子に異常なほど執着しており、妙子の腰巾着として彼女を慕う言動を取るが、妙子からはその執着心を非常に気味悪がられている。普段は陰気でおとなしい性格だが、逆上すると見境がつかなくなる。
春花が登校拒否をしたことで再びイジメの標的になり、長く伸ばしていた髪を切られる。イジメから逃れるためと、妙子の関心を得るために野咲家への放火を企て、実行に移した。結果として春花の両親殺害の首謀者、そして復讐劇の元凶となる。
後に春花に殺された吉絵、理佐子、ゆりの遺体を発見したのがきっかけで、春花が復讐を始めたことを知り、「自分も春花に殺されるのではないか」と怯え、遂には妙子から見放されたことで狂気に陥り、「殺される前に殺す」と春花殺害の決心を固め、手始めに今までの仕打ちの復讐として妙子を襲撃し、妙子との死闘に勝利する。その後、返す刀で春花を襲撃して致命傷を負わせたが、間に入った晄との闘争に発展。その最中、激昂した春花が腹から抜いた包丁で晄を襲撃したため、晄の盾にされて喉を刺し貫かれ殺害された。
小説版では、幼少期に父親が死亡したため一人親家庭で暮らしていたことが明かされている。また、皆殺しを目的に学年集会中の体育館へ放火するなど、凶悪な一面が強調されている。
実写映画版では、春花に致命傷を負わせる展開は原作と同じだが、その一部始終を目撃した晄に惨殺される。
橘 吉絵（たちばな よしえ）
演 - 中田青渚
イジメグループの1人。妙子の手下。端正な顔立ちをした少女だが、陰険な雰囲気を漂わす攻撃的な性格の持ち主。
春花に対して画鋲を突き刺すなどの暴力を振るうも、父親はチンピラ、母親はアル中（アルコール依存症）という劣悪な家庭環境に生まれ育ち、両親から虐待を受けながら暮らしていた。
春花イジメに最も積極的に参加し、彼女の両親殺害も率先して関与。自身は殺人を犯したことについて一切の罪悪感を持っておらず、事件の証拠隠滅のために春花を自殺に見せかけ殺害しようとするが、その際に慢心から口を滑らせたことがきっかけで真相を悟られてしまい、逆上した春花によって左眼に釘を突き刺された上、鉄パイプで滅多打ちにされ死亡する。死の間際、巻き添えとなった理佐子の悲痛の叫びを耳にしながら、本心では両親に愛されたかったことに気付き嘆いていた。
実写映画版では、流美同様に一人親家庭で暮らしていたことになっており、暴力的かつ凶悪な性格が強調されている一方、精神面では未熟な一面も見せている。
加藤 理佐子（かとう りさこ）、三島 ゆり（みしま ゆり）
演 - 紺野彩夏、櫻愛里紗
イジメグループのメンバーで妙子の手下だが、実際は両名とも吉絵の腰巾着も同然の存在で常に吉絵と行動している。
理佐子はおっとりした雰囲気と天然な性格を持つ少女。ゆりは冷静な性格をしたごく平凡な娘。両名とも暇潰し感覚でイジメに加担しているが、他のメンバーとは異なり、グループの中では（妙子同様に）まだ常識性を持ち合わせている。
両者とも春花の両親殺害に関与したが、妙子同様、当初は本気にしておらず、事態がここまでの惨事になってしまったことで一転して怯えるようになると同時に、微塵の罪悪感も抱こうとしない流美、吉絵、久我、真宮、池川にどん引きするようにもなり、家族をはじめとする周囲の者達に殺人の嫌疑が知られることをひどく恐れていた。
しかし、裏山にあるゴミ捨て場の穴まで吉絵と同行していたことが命取りとなり、真相を知って逆上した春花によって、2人揃って復讐の対象にされる。理佐子は左手の指を斬られた挙句、倒れたところを鉄パイプで何度も殴られ、母に助けを求めながら息絶えた。ゆりはゴミ捨て場の穴から逃げようとするも、脛を骨ごと包丁で斬られバランスを崩して転落した挙句、廃家電に頭部をぶつけて死亡した。
小説版では、理佐子が裕福な家庭で優しい両親に甘やかされている描写が挿入されている。
久賀 秀利（くが ひでとし）
演 - 遠藤健慎
イジメグループの1人。ブリーチにピアスをしたチャラ男風の少年。普段は温和で笑顔が絶えないが、閉鎖的かつ排他的な性格の持ち主。
妙子に好意を持っており、本来優しかった妙子の人格の変化を春花に責任転嫁しているため、春花に敵愾心を向けている。和生が娘のイジメについて学校に相談に来た際には、上履きの裏側にスパイクのように画鋲をつけた足で、和生の背中に跳び蹴りを食らわせ、刺し傷を負わせた。
春花の両親殺害に関与しており、春花の母親に火をつけ殺害した張本人。火を点けたのは故意ではなく過失だったが、春花に責任を転嫁して自分は悪くないと思っている。
吉絵らの行方不明を知って不安に駆られ、単独での下校途中で春花の襲撃に遭い、包丁で斬りつけられ重傷を負った上、逃げた弾みで古井戸に落ちて出られなくなる。口も切り裂かれていたために助けを呼ぶことも叶わず、春花への恨み言とかつての平穏な日常を思い出し泣きながら失血死した。
実写映画版では、原作同様に春花の襲撃で重傷を負い逃走した直後、崖に転落して足を骨折し身動きが取れなくなり、痛みに悶えながら死亡した。
真宮 裕明（まみや ひろあき）
演 - 大友一生
イジメグループの1人。池川の友人。ボウガンで小動物を殺傷するのが趣味で、他者の命を何とも思わない残虐非道な性格。春花に対しても殺したカラスの死体を机の中に入れたり、ボウガンで眼前の目標物を狙撃して脅すなどの凶悪な嫌がらせをしていた。
春花の両親殺害に関与しており、「人が焼け死ぬ姿を見てみたい」と乗り気で久賀を煽っていた。
久賀が行方不明になった時点で春花の復讐をいち早く察し、池川と共に春花の殺害を計画。遠慮なく人に向けてボウガンを撃てる上、気に食わなく思っていた春花を口封じも兼ねて始末するチャンスだと嬉々として意気込んでいた。ボウガンの腕前はカラスの首を的確に射貫くほど高かったが、人間を実際に撃つのは初めてで、緊張していたこともあって立て続けに攻撃に失敗し、池川に誤射するという事故まで引き起こした。発狂し襲い掛かって来た池川を殺害するも、その隙を突かれて春花にナイフで腹部を斬られたことで内臓が飛び出るほどの致命傷を負った挙句、左手も斬られる。返り討ちにされたことを「こんなはずではなかった」と悔しみながら逃走を図るも、最期は奪われたボウガンで背中を撃たれ、そのはずみに足元の凍った池が割れて転落し、溺死した。
実写映画版では、原作同様に春花の反撃によって致命傷を負った後、満身創痍になりながらも抵抗を試みるが叶わず、ナイフで首のうなじを刺され死亡した。
池川 努（いけがわ つとむ）
演 - 遠藤真人
イジメグループの1人。真宮の友人。肥満体型の少年。
手先が器用で工作が得意だが、自身の冴えない容姿や町の閉鎖環境に鬱屈した感情を抱いており、武器の改造という危険な趣味や、真宮に改造したボウガンなどの武器を提供することで気分を紛らわせていた。当初は転校してきた春花に同級生の女子たちにはない魅力を感じ取って一目惚れしていたが、春花が晄と仲良く話す姿を見ていくうちに劣等感を抱くようになり、春花を異端者と見なし憎むようになった。
春花の両親殺害に関与し自身の劣等感と憎悪を晴らすため、真宮と共に春花の殺害を計画。春花を襲撃するもハサミで鼻を切られて返り討ちに遭い、さらに真宮が春花に向けて発射したボウガンが自身の頭部に命中したことで発狂してしまい、真宮を春花と誤認して襲いかかるも、抵抗した真宮に蹴られ脳が飛び出して死亡した。
小説版では、裕福な家庭の一人息子であり、両親から過度なまでに溺愛されている描写が挿入されている。
実写映画版では、脳が飛び出るシーンはカットされている。

### 春花の家族
野咲 祥子（のざき しょうこ）
演 - 玉寄世奈
春花の妹。内向的な性格。春花からは「しょーちゃん」と呼ばれている。転校前、東京の小学校でイジメを受けていた。
大津馬村の小学校に転校して以来、平穏な生活を送る一方、春花がイジメを受けるようになったことに心を痛めており、両親とともに春花を精神的に支えていた。流美らイジメグループの襲撃による放火時には父親に庇われ、晄の救出により何とか生き延びるも、全身火傷で意識不明の重体となる。病室で流美と春花の対決が起きた際に起き上がるが、すぐに危篤状態となる。作中に直接の描写はないが、最終的に死亡している。
野咲 和生（のざき かずお）
演 - 戸田昌宏
春花の父親。気さくな性格。春花のことをよく気にかけており、「人数の少ない学校で靴が無くなった」ということから、早期からイジメの存在を疑い、学校へ相談に行くなどの対処を行った。流美らイジメグループにより焼き殺されるも、祥子を庇うように抱きかかえ何とか守ろうとしていた。
野咲 花菜（のざき かな）
演 - 片岡礼子
春花の母親。優しい性格の持ち主。夫同様、春花のことをよく気にかけており、イジメの事実を知った後は登校拒否を勧めた。流美らイジメグループの襲撃を受け、久賀に火を付けられ殺害される。
野咲 満雄（のざき みちお）
演 - 寺田農
春花の祖父で和生の父。
春花の家族が流美らイジメグループに殺された後、訃報を知って大津馬村に駆け付け、春花と一緒に暮らすようになる。後に本性を露わにした晄の暴行を受けて重傷を負い、病院に搬送される。一命を取り留めはしたものの、息子一家を全て喪うという絶望に苛まれ、失意のうちに独り帰郷した。

### クラスメイトの家族
子供たちが次々とに行方不明になった頃より登場。一部を除いて、歪みを抱えている。
最終話で子供達の遺体が見つかった後、保護者達の多くはその死を悲しんだ。
相場 紀久子（あいば きくこ）
晄の祖母。温和な性格の持ち主。娘の紀子と孫の晄の事情を知らずにいた。晄の上京を反対したために彼の暴行を受け、異常性を持って成長した晄に失望する。全てが終わった後、紀子と再会した。
相場 紀子（あいば のりこ） / 村瀬 紀子（むらせ のりこ）<離婚前の旧名>
晄の母。
かつては夫（晄の父）の暴力をあえて受けることで夫婦仲を繋ぎとめていたが、それに耐え兼ねた晄が夫に傷害を加えたことで離婚した。それから自暴自棄となり、晄を突き放したことで息子からも暴力を受けるようになり、晄を追放して実家に預けた。
晄を追放して以降、彼に会うことを真っ向から拒絶していたが、全てが終わった後、晄の葬儀に参列するため実家に戻った模様。
小説版では、離婚してから晄の養育費のみならず生活費も実家に無心し、虚無的な生活を送っていたことが明かされている。
実写映画版では直接登場しないものの、彼女自身の存在は示唆されている。
晄の父
名前は不明。晄に暴力性を植え付けた張本人。
ストレスのはけ口として長年妻の紀子にDVを加え続け、それが原因で晄にカッターで背中を切られる。自分が暴力を受けることには弱かったらしく、事件後に離婚し、逃げるように妻子を捨てて行方をくらました。
実写映画版では直接登場しないものの、彼自身の存在は示唆されている。
妙子の父
名前は不明。仕事で全国をあちこち飛び回っている実業家。
非常に厳格な人物であると同時に極度の亭主関白であり、家庭内で絶対的な存在として君臨し、専制君主のごとく妻や娘の意見を撥ねつけている。そのため、妙子の東京の美容学校進学の夢を「ただのわがまま」と一蹴し、彼女の人格に少なからぬ影を落としていた。
全てが終わった後、妻と共に娘の死を悲しんだ。
実写映画版では傲慢さが更に強調されており、「娘の就職先は自分（＝父）が決める」と発言する有様となっている。
妙子の母
名前は不明。温厚な性格をした主婦。
常に妙子の身を案じており、彼女の東京の美容学校進学の夢にも理解を示すが、余りの亭主関白ぶりな夫に頭が上げることが出来ないでいる。
全てが終わった後、夫と共に娘の死を悲しんだ。
佐山 敦子（さやま あつこ）
流美の母。娘思いの心優しい性格。
流美の異変に気付いていたが、彼女に拒絶されていたため力になれなかった。
全てが終わった後、変わり果てた流美の遺体を前に泣き崩れた。
小説版では、夫（流美の父）を早くに亡くしたことでシングルマザーになり、女手一つで流美を育てていたことが明かされている。
吉絵の父
名前は不明。暴力的な性格をした典型的なチンピラ。
吉絵を日常的に虐待していた。しかし妻とは異なり、親としての情は完全に失っていなかったため、妻と共に南の自宅へ向かい、吉絵が行方不明になったことを訴えるも拒絶された。その後、他の保護者達と共に抗議する際、南の素性を調べた上で「イジメられることを恐れるあまり、クラスメイトである子供に手をかけたのでは」と難癖をつけたため、錯乱した南に襲われ唇を噛み切られた。
全てが終わった後、変わり果てた吉絵の遺体を前に複雑な感情を向けた。
実写映画版では、割愛のため登場しない吉絵の母の設定（アルコール依存症）を引き継いでおり、男手一つで吉絵を育てる一方で虐待を行う設定がなされている。また、錯乱した南から傷害を受けずに済んでいる。
吉絵の母
名前は不明。
重度のアルコール依存症で、酒以外のことには無関心かつ無気力。
夫とは共依存で繋がっている一方、吉絵にネグレクトを受けさせており、全てが終わった後も吉絵の死に関心すら持たなかった。
実写映画版では割愛もあり登場しない。それに代わり、アル中の設定は吉絵の父に流用されている。
久賀 正江（くが まさえ）
久賀の母。
息子を溺愛し、息子に何かあれば途端にヒステリックになり、息子に非があっても決して認めず、逆に抗議や暴行による報復を行う典型的なモンスターペアレント。
久賀が春花に殺害された後、息子が帰宅しないことを南に訴えるが、逆に「あなたの息子さんのほうに問題がある」「あんた達（＝久賀一家）のほうが異常」と返され、逆上し南を殴った。その後、他の保護者達と共に抗議する際、吉絵の父の言葉を真に受けて南に襲いかかるも、錯乱した彼女に両目を潰された。
実写映画版では性格がやや落ち着いており、錯乱した南から傷害を受けずに済んでいる。
久賀の父
名前は不明。
妻の正江とは異なり穏健な性格で比較的常識人。恐妻家でもあり、息子の裏の顔を一切知らずにいた。
久賀が春花に殺害された後、息子が帰宅しなくなったことでヒステリックになった妻をなだめていた。
理佐子の両親
名前は不明。
ごく平凡な夫婦であるが、娘の裏の顔を一切知らずにいた。後に他の保護者達と共に抗議する際、吉絵の父の言葉を真に受け、南を非難した。
小説版では、夫婦ともに娘を甘やかして育てており、その育児で理佐子に悪影響をおよぼしたことに気付かなかった事実が明記されている。また、理佐子の父は生真面目な人物、理佐子の母は娘同様に天然な性格となっている。

### その他の人物
教頭先生
演 - 佐渡稔
本名不明。大津馬中学校の教頭。
情緒不安定な南を心配しており、生徒の保護者達が南を罵倒した際も彼女を庇う立場を取った。
一連の事件が終結した後、複雑な心境で担任も生徒もいない卒業式を開催した。
実写映画版では、辛うじて生存した妙子を含む卒業生達に卒業証書を渡している。
高橋（たかはし）
南の中学生時代の同級生で、クラスにおける南イジメのリーダー格の少女。暇潰し感覚かつ気分の赴くまま、クラスぐるみで南を徹底的にイジメ抜き、彼女を登校拒否に追い込んだ。
回想シーンのみの登場で、その後の様子や現在どうしているかなどは描かれなかった。
小説版では直接登場しないものの、彼女自身の存在は示唆されている。
実写映画版では割愛もあり登場しない。

## 書誌情報

### 単行本
- 押切蓮介 『ミスミソウ』 ぶんか社コミックス〈ぶんか社〉、全3巻
  1. 2008年3月17日発売 ISBN 978-4-8211-8575-7
  2. 2008年8月18日発売 ISBN 978-4-8211-8664-8
  3. 2009年6月17日発売 ISBN 978-4-8211-8817-8

### 完全版
- 押切蓮介 『ミスミソウ 完全版』 アクションコミックス〈双葉社〉、上下巻
  - 上巻 2013年3月12日発売 ISBN 978-4-575-84207-4
  - 下巻 2013年3月12日発売 ISBN 978-4-575-84208-1

## 小説
双葉社から2018年に出版された。著者は黒史郎。表紙は押切蓮介が新たに描き下ろした。内容は原作を比較的忠実に再現しているが、押切曰く「マンガとは違う視点、結末」が描写されている。

### 刊行情報
- 黒史郎『小説 ミスミソウ』双葉文庫〈双葉社〉
  1. 2018年3月15日発売 ISBN 978-4-575-52094-1

## 実写映画
実写映画化され、2018年4月7日に公開。主演の山田杏奈は映画初主演。R-15指定。
小説版と同じく内容は原作を比較的忠実に再現しているが、原作との相違点として、「久賀を含む妙子の取り巻き達と、端役の同級生達に接点がない」「春花が所有していたCD（タテタカコのアルバム『イキモノタチ』）が一種のキーアイテムとなっている」「終盤の展開が変更されている」といった描写がなされている。

### キャッチコピー
- 最も切なくて、最も美しく残酷なトラウマ・サスペンス
- 卒業まであと2ヵ月―。私ね、人を殺したの。
- 家族が焼き殺された日、私は復讐を決めた。

### スタッフ
- 監督 - 内藤瑛亮
- 原作 - 押切蓮介「ミスミソウ完全版」（双葉社刊）
- 脚本 - 唯野未歩子
- 主題歌 - タテタカコ「道程」（バップ）
- 企画・製作幹事 - 日本出版販売
- 制作プロダクション - レスパスフィルム
- 配給 - ティ・ジョイ
- 製作 - 「ミスミソウ」製作委員会（日本出版販売、日活、バップ、レスパスビジョン）

### エピソード
- オーディションには約1千人が応募した[7]。主演に抜擢された山田は、オーディションで監督から「春花の気持ちが理解できる?」と聞かれ、「実際に人を殺めることはできないと思うけれど、もし自分が同じ目に遭ったら、やっぱり許せないと思うし、憎しみを抱く気持ちは理解できる」と答え、春花の心情を表現するために何度も原作を読み込み、そこで描かれている眼差しを意識して役を作り上げた。「押切蓮介先生の漫画のキャラクターは目に特徴があって、シーンごとに細かな変化があります。家族を殺されてからは、虚ろでいて、心が壊れてしまっている感じ。瞬きをあまりしないようにして、サイボーグみたいに気持ちを無にして、撮影に臨みました」と語っている[8]。
- グロテスクなシーンも少なくないが、山田は「幽霊とかは怖いんですけれど、グロテスクなのは意外と平気なんです。監督は血糊が大好きみたいで、『もっといっぱい付けよう』って、嬉しそうに自ら役者さんたちに塗っていました（笑）。現場で目玉や切れた指の模型を見たときは『うわぁ～』って思いましたけれど、撮影が始まってからはほかの役者さんも振り切って演技していたので、私も思いっきりぶつかっていくだけでした。そういう意味では、集中できる状況に持っていってくれた共演の俳優さんにも感謝しています」と語っている[8]。
- 共演の清水については、「清水くんはお芝居に対しての姿勢がいつも真剣で見習わせていただくことが沢山ありました。現場でも面白い話をしてくださって、そのおかげでやりやすい雰囲気になってる場面が多々あって相場役が清水くんでよかったと何度も思いました」と語っている[9]。春花が相場と二人になり唇を噛みしめ血が出るシーンは18テイクほど撮り直し周りに迷惑をかけ悔しさが一番にあったが、撮り終わったときに清水から「こういうことがあるから、芝居はやめられないよね」と言ってもらい、とても救われたという[10]。
- 妙子役の大谷は今作で初めて演技に挑戦した。これまでも演技未経験のキャストを多く起用してきた監督の内藤は「妙子役は、とにかく存在感が大事だなと思っていて。演技がうまいとか原作の絵に似ているだけでなく、その人自身の輝きを求めていました。そういう意味で大谷さんには、求めていた輝きをオーディションのときに感じた」という。しかし最初のリハーサルをやったときは「ちょっとヤバいかも……」「大丈夫なのかな?」という雰囲気になり、「あの輝きはなんだったんだ!?」と一瞬焦ったが、「妙子という役を必死につかみ取ろうとしてくれて。そうやって1人の女の子が女優になっていく姿を見れた感動がありました」と語っている[11]。
- 春花の赤い衣装について監督は、「白い世界に血の赤が鮮烈に映えるっていうのは、『ファーゴ』という映画なんかもそうで、定番ではあるんです。春花は序盤では紺色の服を着ていて、赤が差し色になっている。そして復讐者になるにしたがって、赤に染まっていくイメージで。最終的にはジャケットの下に着ている服も赤になる」と語っている[11]。